# Parajotus obscurofemoratus
Espèce
Parajotus obscurofemoratus est une espèce d'araignées aranéomorphes de la famille des Salticidae.

## Distribution
Cette espèce est endémique du KwaZulu-Natal en Afrique du Sud,. Elle se rencontre vers Durban.

## Description
Les mâles mesurent de 6,5 à 8 mm.

## Publication originale
- Peckham & Peckham, 1903 : New species of the family Attidae from South Africa, with notes on the distribution of the genera found in the Ethiopian region. Transactions of the Wisconsin Academy of Sciences, Arts, and Letters, vol. 14, p. 173-278 (texte intégral).